# Ueda-Gletscher
Der Ueda-Gletscher ist ein großer Gletscher an der Orville-Küste des westantarktischen Ellsworthlands. Er fließt entlang der Südflanke der Scaife Mountains nach Osten zum Hansen Inlet.
Der United States Geological Survey kartierte ihn mithilfe von Vermessungen und anhand von Luftaufnahmen der United States Navy zwischen 1961 und 1967. Das Advisory Committee on Antarctic Names benannte den Gletscher 1968 nach Herbert Tamotsu Ueda (1929–2020), der gemeinsam mit Bernard Lyle Hansen (1916–2003) für das Cold Regions Research and Engineering Laboratory (CRREL) für das Tiefbohrungsprogramm auf der Byrd-Station zwischen 1966 und 1969 zuständig war.